# Differdange

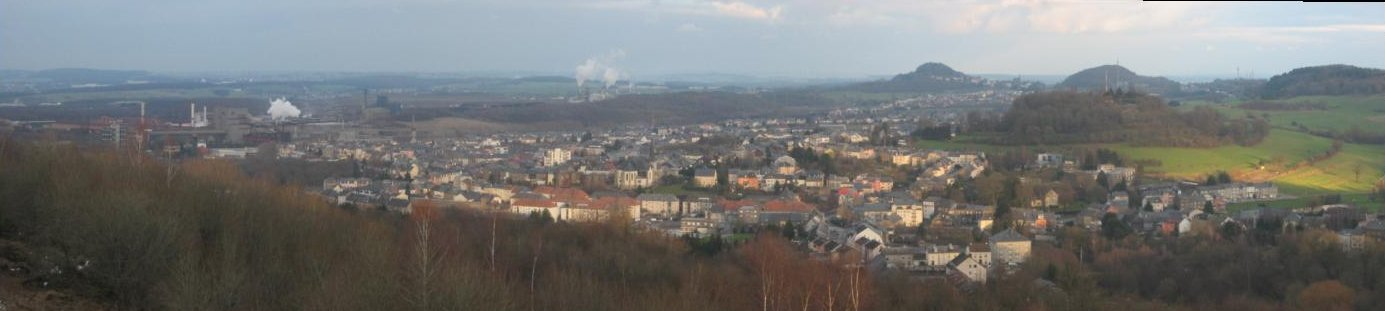
Differdange en Oberkorn

Differdange (Luxemburgs: Déifferdeng; Duits: Differdingen) is een stad en een gemeente in het Luxemburgse Kanton Esch.
De gemeente heeft een totale oppervlakte van 22,18 km² en telde 20.065 inwoners op 1 januari 2007.

## Evolutie van het inwoneraantal
| Jaar                              | 2001  | 2002  | 2003  | 2004  | 2005  |
| --------------------------------- | ----- | ----- | ----- | ----- | ----- |
| Inwoneraantal                     | 18172 | 18300 | 18578 | 18891 | 19005 |
| Opmerking: tellingen op 1 januari |       |       |       |       |       |

## Plaatsen in de gemeente
- Differdange
- Lasauvage
- Niederkorn
- Oberkorn

## Geboren in Differdange
- Hélène Meer (1905-1990), kunstschilder
- Josy Stoffel (1928-2021), turner en turntrainer
- Roger Koemptgen (1929-2000), schilder en tekenaar
- Asca Rampini (1931), componist, dirigent en trombonist
- Jhang Meis (1947), beeldhouwer
- Mary Christy (1952), zangeres en theaterspeelster
- Colette Bodelot (1954), linguïst
- Marcel Di Domenico (1955), voetballer
- Léa Linster (1955), chef-kok
- Georges Hausemer (1957-2018), auteur
- Jean-Claude Salvi (1957), kunstenaar
- Roland Wiltgen (1957), componist, muziekpedagoog, kornettist en trompettist
- Jean-Claude Hollerich s.j. (1958), kardinaal-aartsbisschop
- Hubert Meunier (1959), voetballer

## Stedenbanden
- Ahlen (Duitsland)
- Chaves (Portugal)
- Fiuminata (Italië)
- Longwy (Frankrijk)
- Waterloo (België)

## Politiek
De gemeenteraad van Differdange bestaat uit 19 leden (Conseilleren), die om de zes jaar verkozen worden volgens een proportioneel kiesstelsel.

### Resultaten
| Zetelverdeling gemeenteraad 1999-2005 De 17 zetels zijn als volgt verdeeld: | Zetelverdeling gemeenteraad 2005-2011 De 17 zetels zijn als volgt verdeeld: | Zetelverdeling gemeenteraad 2011-2017 De 19 zetels zijn als volgt verdeeld: |
| Bron: Ministerie van Binnenlandse Zaken / RTL.lu                            |                                                                             |                                                                             |

### Gemeentebestuur
Na de gemeenteraadsverkiezingen van 2011 trad een coalitie van DP en déi gréng aan, met 10 zetels. Tot burgemeester werd Claude Meisch (DP) benoemd. Na een crisis in de coalitie werd echter een nieuwe coalitie gevormd, met de LSAP, de CSV en déi gréng als "gelijke partners". De nieuwe burgemeester werd Roberto Traversini (déi gréng).